# Schachtarsk
Schachtarsk (ukrainisch Шахтарськ; russisch Шахтёрск Schachtjorsk) ist eine Bergbau- und Industriestadt von regionaler Bedeutung im Osten der Ukraine mit etwa 50.000 Einwohnern (2014).
Schachtarsk war bis Juli 2020 das administrative Zentrum des Rajon Schachtarsk, jedoch selbst kein Teil von ihm.

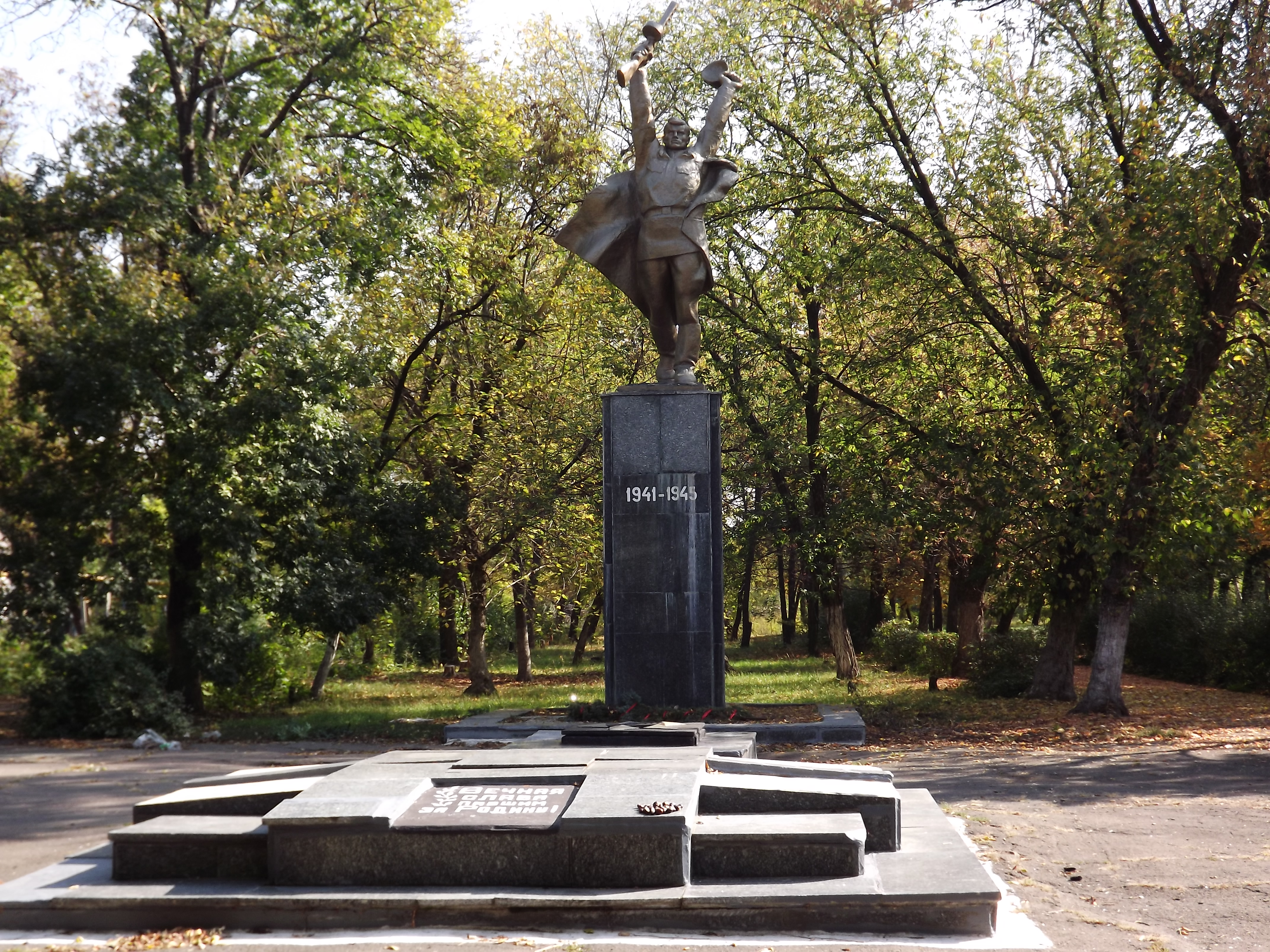
Denkmal im Ort

## Geschichte
Gegründet wurde der Ort 1764. Seit dem verstärkten Abbau von Kohle in der Umgegend wuchs der Ort ab Mitte des 19. Jahrhunderts zu einer Stadt. Diesen Status hat Schachtarsk seit 1953.
Die Stadt befindet sich seit 2014 unter Kontrolle der international nicht anerkannten Volksrepublik Donezk und gehört nach Angaben der ukrainischen Regierung zu einem Gebiet, auf dem die Organe der Staatsmacht vorübergehend ihre Befugnisse nicht ausüben.
Während des russischen Überfalls auf die Ukraine wurde die Stadt mehrmals Ziel von ukrainischen Artillerieschlägen, so am 8. Juli oder am 26. Oktober 2022, als mehrere mit Treibstoff gefüllte Wagons getroffen wurden.

## Geographie
Die Stadt liegt im Donezbecken in der Oblast Donezk.
Das Oblastzentrum Donezk ist in 49 km westlicher Richtung und die Stadt Tores
in 19 km Entfernung Richtung Osten über die Fernstraße N21 zu erreichen.

## Stadtgliederung
Die Stadtgemeinde hat insgesamt 60.900 Einwohner (2013) und gliedert sich in die Stadt selbst sowie die drei Siedlungsratsgemeinden:
- Kontarne bestehend aus den Siedlungen städtischen Typs Kontarne und Moskowske
- Serdyte bestehend aus der Siedlung städtischen Typs Serdyte sowie die den Siedlungen Dubowe (Дубове) und Lobaniwka (Лобанівка).
- Stischkiwske bestehend aus der Siedlung städtischen Typs Stischkiwske sowie den Siedlungen Winnyzke (Вінницьке) und Tschumaky (Чумаки).

Ferner unterstehen auch die 5 Siedlungen Wiktorija (Вікторія), Hirne (Гірне), Dorofijenko (Дорофієнко), Saritschne (Зарічне) und Kyschtschenko (Кищенко) direkt der Stadtverwaltung.

## Bevölkerung
Quelle:
1939  
1959 ;
1970 ;
ab 1979  